# 童謡詩人・金子みすゞ
『童謡詩人・金子みすゞ』（どうようしじん・かねこみすず）は、TBSラジオと山口放送で放送されていたラジオ番組である。山口県出身の詩人・金子みすゞの作品を、アナウンサーによる朗読で紹介していた。
TBSラジオでは2007年4月8日から同年8月26日まで放送。TBSラジオでは毎週日曜 9:55 - 10:00 に、山口放送では毎週土曜 17:20 - 17:25 （日本標準時）に放送されていた。

## 出演者
- 堀井美香（TBSアナウンサー）